# 羅特山 (盧塞恩州)
47°05′53″N 8°23′38″E / 47.09806°N 8.39389°E
羅特山（Rooterberg），是瑞士的山峰，位於該國中部，由盧塞恩州負責管轄，處於琉森湖以北和楚格湖以西，屬於阿爾卑斯山的一部分，海拔高度840米。